# 偽ピョートル
偽ピョートル（にせピョートル、? - 1607年10月）は、ロシア・ツァーリ国でリューリク朝断絶後の大動乱期に即位した皇帝である（在位:1606年 - 1607年）。当初はイレイコ・ムウロメツ（ロシア語: Илейко Муромец）を称した。本名はイリヤ・イヴァンコヴィッチ・コロヴィン（Илья Иванович Коровин）だったと考えられる。

## 生涯
リューリク朝最後の皇帝であるフョードル1世の息子と僭称した人物である。ただしフョードル1世に息子がいたとは史料上確認できず（1592年に生まれた娘・フェオドーシヤしか実子は確認されていない）、完全な架空人物を僭称したものであった。
偽ピョートルはヴァシーリー4世に対して反乱を起こすが、ミハイル・スコピン＝シュイスキーによって鎮圧された。起死回生を図ってコサックの首長であるイヴァン・ボロトニコフと結託して新たな反乱を起こすもまたも鎮圧され、1607年10月に処刑された。